# Sữa thực vật
Sữa thực vật (chất lỏng từ thực vật, sữa thay thế, sữa hạt hoặc sữa thuần chay) là một loại thức uống không phải là sữa được sản xuất từ chiết xuất thực vật để tạo mùi hương và mùi vị. Sữa thực vật được tiêu thụ như một dạng thay thế cho sữa từ động vật, và thêm vào một lựa chọn thức uống thuần chay với cảm nhận béo ngậy cho vị giác. Đối với thương mại, chất lỏng từ thực vật thường được đóng gói trong các hộp chứa tương tự và cạnh tranh với chất lỏng được sử dụng cho sữa nhưng không được dán nhãn là 'sữa' trong Liên minh Châu Âu.
Năm 2018 trong số 20 nguồn thực vật được sử dụng trong sản xuất sữa thực vật, hạnh nhân, đậu nành và dừa là những loại sữa thực vật bán chạy nhất trên toàn thế giới. Thị trường sữa thực vật toàn cầu ước tính đạt US$16 tỉ năm 2018.
Đồ uống có nguồn gốc từ thực vật đã được tiêu thụ trong nhiều thế kỷ, với thuật ngữ "nước ép thực vật giống sữa" được sử dụng từ thế kỷ 13. Ở khắp các nền văn hóa khác nhau, sữa thực vật vừa là đồ uống truyền thống vừa là một thành phần tạo hương vị cho các món ăn ngọt và mặn, chẳng hạn như việc sử dụng nước cốt dừa trong món cà ri. Sữa thực vật cũng được sử dụng để làm "kem", kem thực vật, pho mát thuần chay và "sữa chua", chẳng hạn như sữa chua đậu nành. Một nghiên cứu năm 2018 cho thấy 54% người tiêu dùng tại Mỹ "muốn ăn nhiều thực phẩm và đồ uống có nguồn gốc thực vật hơn".

## Lịch sử
Người Wabanaki và các bộ tộc da đỏ châu Mỹ bản địa khác ở đông bắc Hoa Kỳ đã làm sữa và sữa bột cho trẻ sơ sinh từ các loại hạt theo tài liệu của nhà báo Avery Yale Kamila. Theo Hiệp hội Ăn chay Hoa Kỳ vì thực tế này không được nhiều người biết đến nên nó "cho thấy cách ghi chép lịch sử đã vô tình bị bóp méo để che giấu truyền thống thuần chay này."
Horchata, một loại đồ uống ban đầu được sản xuất ở Bắc Phi từ hạt hổ (tiger nut) được ngâm, xay và thêm đường, lan truyền đến Iberia (nay là Tây Ban Nha) trước năm 1000. Trong tiếng Anh, từ "milk" đã được dùng để chỉ "nước ép thực vật giống như sữa" kể từ năm 1200 Anno Domini.
Công thức tồn tại ở Levant từ thế kỷ 13 đã mô tả loại sữa đầu tiên từ thực vật: sữa hạnh nhân.
Sữa đậu nành là một loại sữa thực vật được sử dụng ở Trung Hoa từ thế kỷ 14. Ở Anh thời Trung cổ, sữa hạnh nhân được sử dụng trong các món ăn như ris alkere (một loại bánh pudding gạo) và xuất hiện trong bộ sưu tập công thức có tên gọi The Forme of Cury.
Nước cốt dừa (và kem dừa) là nguyên liệu truyền thống trong nhiều món ăn như ở Nam và Đông Nam Á, và thường được dùng trong các món cà ri.
Sữa thực vật có thể được coi là sản phẩm thay thế sữa ở các nước phương Tây, nhưng theo truyền thống đã được tiêu thụ ở các nơi khác trên thế giới, đặc biệt là những nơi có tỷ lệ không dung nạp lactose cao hơn.

## Hình ảnh

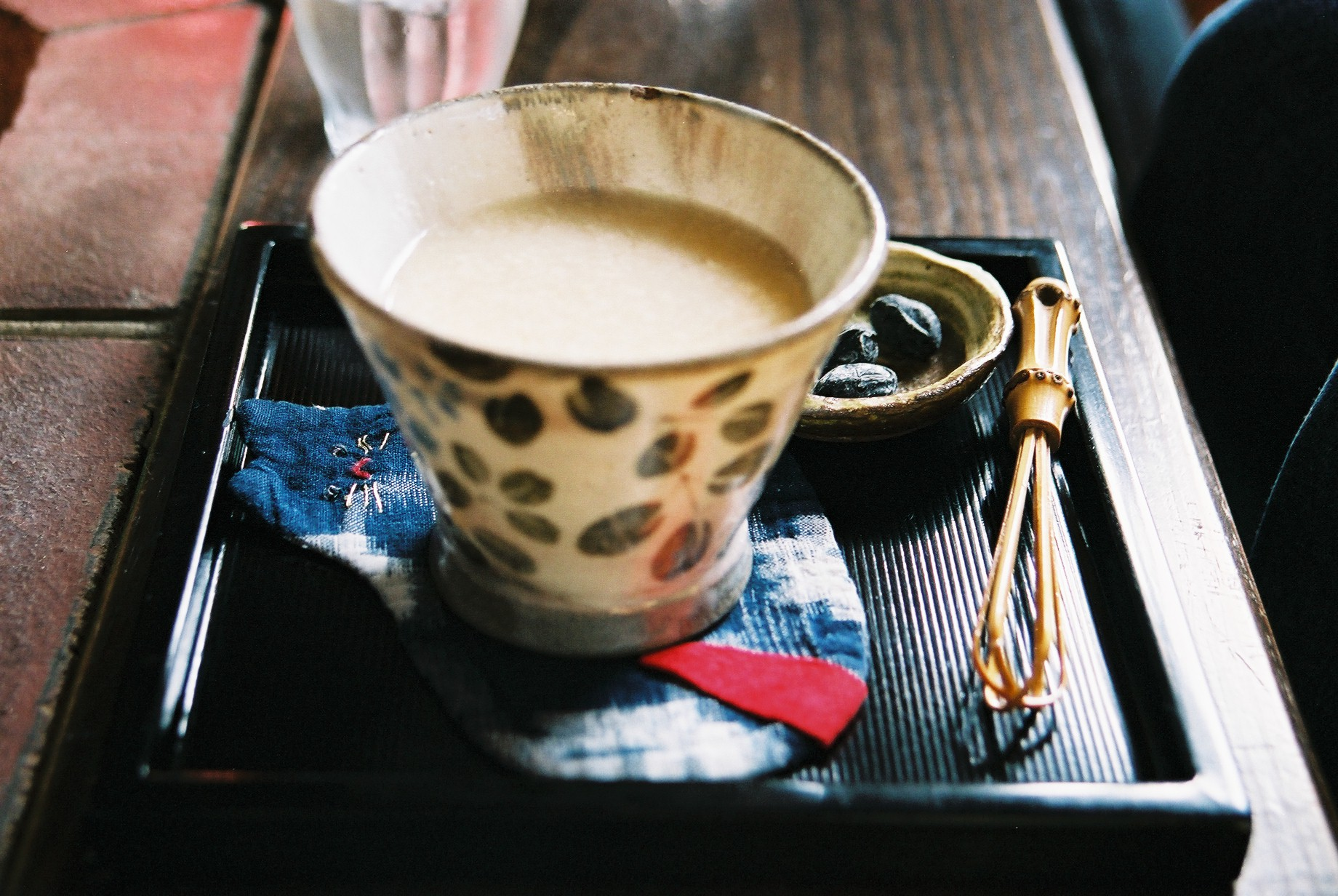
Amazake là một loại sữa gạo Nhật Bản
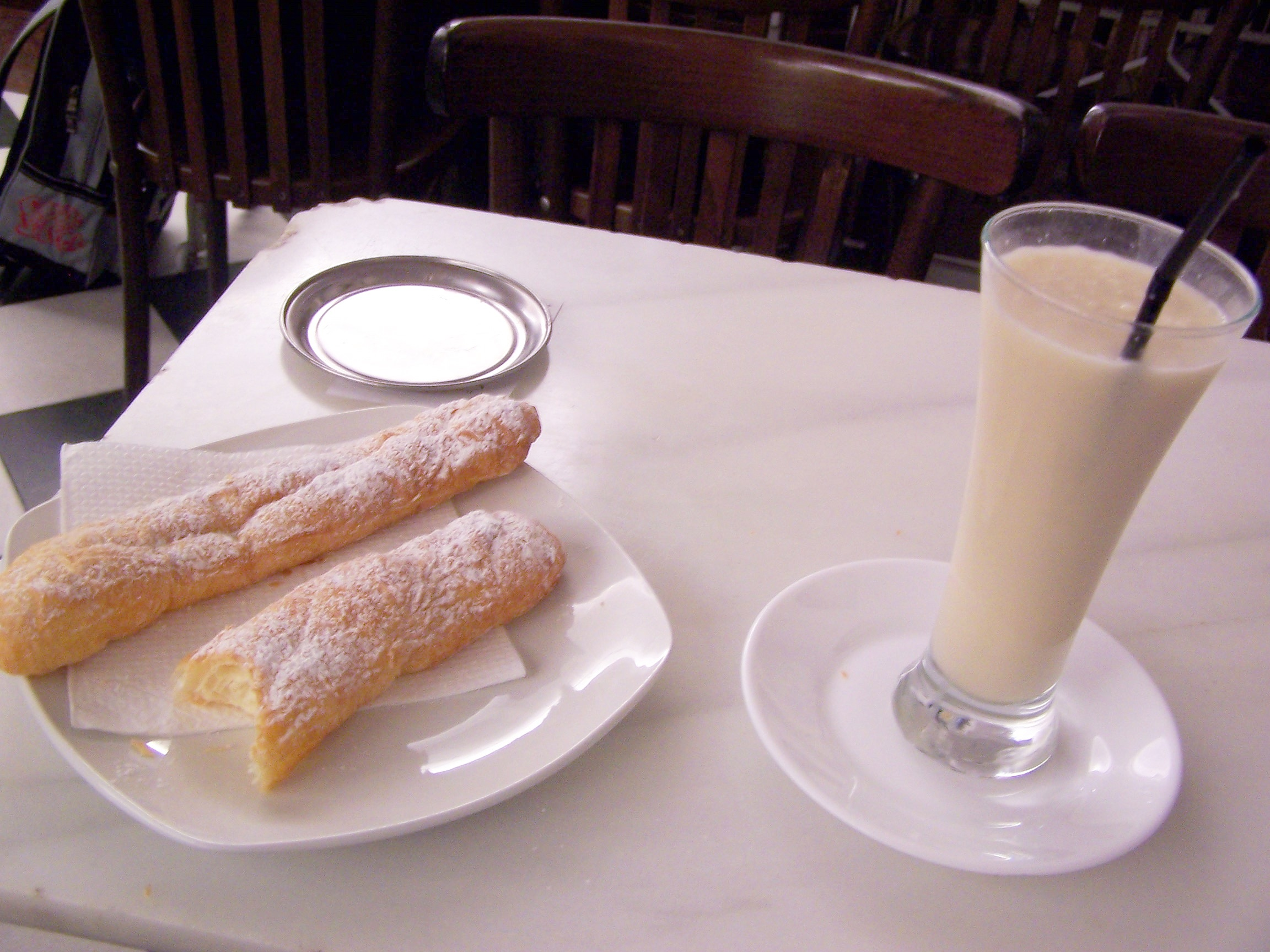
Một cốc horchata de chufa trong quán cà phê ở Tây Ban Nha
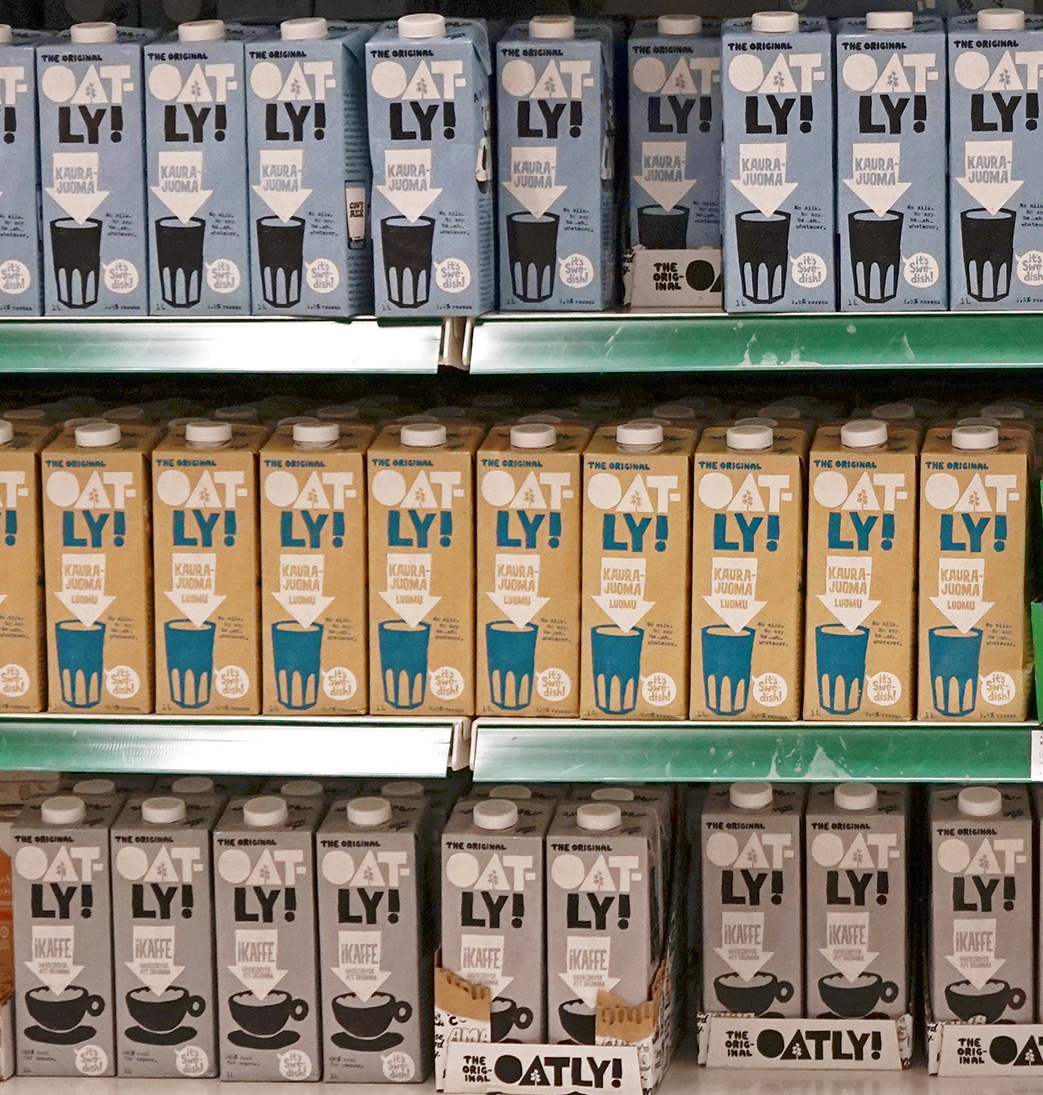
Những kệ hàng để sữa yến mạch